# Cotyledon eliseae
Cotyledon eliseae, maleni južnoafrički endem grmolikog izgleda iz porodice tustikovki (Crassulaceae). Sukulent, naraste do 20 cm visine.
Područje mu je ograničeno na Schoemanspoort i Little Karoo, na manje od 100 km².